# Likhvod hahanoukka

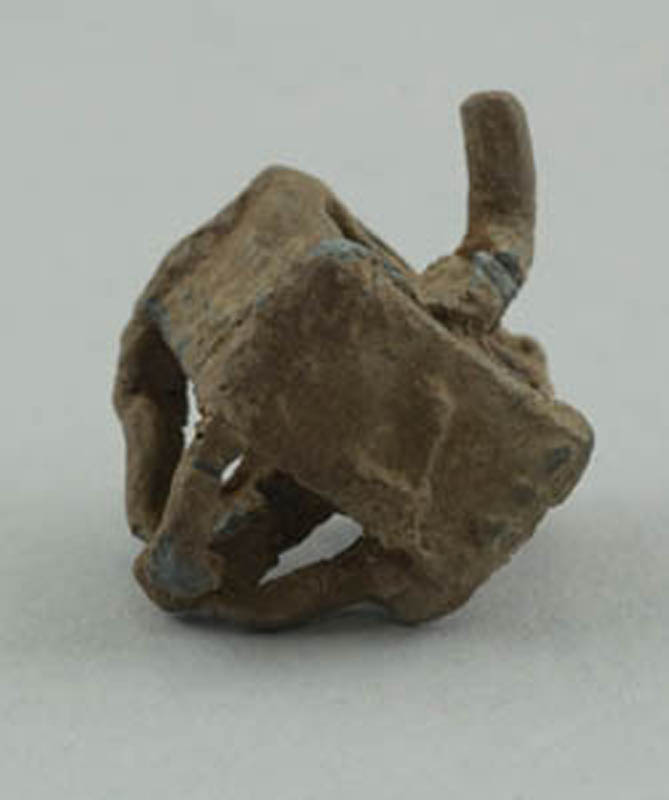
« Mon maître m’a apporté une toupie, faite en plomb durci » - Toupie de la fin du XIXe siècle ou du début du XXe siècle, exposée au Yeshiva University Museum.

Likhvod Hahanoukka (hébreu : לכבוד החנוכה « En l’honneur de Hanoucca » ou « Pour Hanoucca ») est une comptine enfantine adaptée d’un poème de Haïm Nahman Bialik pour la fête juive de Hanoucca.

## Le poème de Bialik
Le poème de Bialik, paru pour la première fois à Odessa en 1916, met en scène un enfant s’adressant à son public en lui posant des questions didactiques dont les réponses renseignent sur les coutumes de la fête de Hanoucca. Ces coutumes sont décrites comme les actes des proches et familiers de l’enfant afin de le réjouir pour la fête : son père allume avec lui les bougies, son maître lui offre une toupie de Hanoucca pour en jouer, sa mère lui donne un beignet, chaud et sucré, et son oncle lui glisse une piécette en cadeau.
La toupie est en plomb durci car le danger du plomb pour la santé n’est pas encore connu et la piécette que reçoit l’enfant n’est pas une friandise en chocolat mais la plus petite unité de monnaie, émoussée qui plus est. Cependant, l’enfant ne semble pas s’en formaliser, continuant à demander à son public : « Savez-vous en l’honneur de qui [sic] ? En l’honneur de Hanoucca ! »
Le poème connait une traduction en yiddish par Israël Goikhberg et de nombreuses adaptations dont celle assez libre de l’écrivain S. Ben-Sion : le maître y est remplacé par l’oncle et l’oncle par le grand-père, celui-ci offrant à son petit-fils une piécette qui vaut toujours aussi peu mais est « neuve, pas émoussée » ; surtout, le « kirkar », par lequel Bialik avait voulu traduire draydel en rendant dray (yiddish : דריי, du haut-allemand drehen, « tourner ») par la racine k-r-k-r (cf. 2 Samuel 6:14 : « David dansait [mekharker] de toutes ses forces »), a été remplacé par sevivon qui s'est imposé dans l’hébreu moderne. Cette dernière modification subsiste, même dans les versions plus fidèles à l'original.

## La mélodie
Likhvod Hahannouka est mis en musique par Itzhak Edel, sur base de la mélodie hassidique pour Yibone Hamikdosh. Particulièrement populaire parmi les gens de la seconde Aliya (en), cette mélodie servira aussi de base à un chant sioniste plus tardif, Shir Ashir Lakhem.

## Texte et transcription
| # | Traduction | Transcription                                                                                        | Hébreu                                                                  |
| - | --- | --- | ----------------------------------------------------------------------- |
| 1 | Papa a allumé des bougies pour moi, et le shamash est pour lui une torche (x2) Savez-vous en l’honneur de quoi ? (X3) En l’honneur de Hanoucca ! | Avi hidlik nèrot li vèshamash lo avouka (X2) Yodʿim atem likhvod ma ? (X3) Likvod ha’hanoukka        | אָבִי הִדְלִיק נֵרוֹת לִי וְשַׁמָּש לוֹ אֲבוּקָה – יוֹדְעִים אַתֶּם לִכְבוֹד מַה? לִכְבוֹד הַחֲנֻכָּה!     |
| 2 | Mon instituteur a apporté une toupie pour moi, coulée en plomb durci (x2) Savez-vous en l’honneur de quoi ? (X3) En l’honneur de Hanoucca !      | Mori hèvi sevivon li ben-oferet yetsouka (X2) Yodʿim atem likhvod ma ? (X3) Likvod ha’hanoukka       | מוֹרִי נָתַן סְבִיבוֹן לִי, בֶּן-עוֹפֶרֶת יְצוּקָה – יוֹדְעִים אַתֶּם לִכְבוֹד מַה? לִכְבוֹד הַחֲנֻכָּה!  |
| 3 | Maman a donné un beignet pour moi, un beignet chaud et sucré (x2) Savez-vous en l’honneur de quoi ? (X3) En l’honneur de Hanoucca !              | Imi natna lèviva li lèviva ’hama oumetouka (X2) Yodʿim atem likhvod ma ? (X3) Likvod ha’hanoukka     | אִמִּי נָתְנָה לְבִיבָה לָי, לְבִיבָה חַמָּה וּמְתוּקָה – יוֹדְעִים אַתֶּם לִכְבוֹד מַה? לִכְבוֹד הַחֲנֻכָּה! |
| 4 | Tonton a donné un cadeau pour moi, un centime usé (x2) Savez-vous en l’honneur de quoi ? (X3) En l’honneur de Hanoucca !                         | Dodi natan tèshoura li perouta a’hat she’houka (X2) Yodʿim atem likhvod ma ? (X3) Likvod ha’hanoukka | דּוֹדִי נָתַן תְּשׁוּרָה לִי, פְּרוּטָה אַחַת שְׁחוּקָה – יוֹדְעִים אַתֶּם לִכְבוֹד מַה? לִכְבוֹד הַחֲנֻכָּה!  |

## Devenirs du poème
Décliné en de nombreuses versions qui, à leur tour, adaptent plus ou moins librement le poème de Bialik en invertissant l’ordre des mots, des couplets ou des acteurs, Likhvod Hahanoukka devient un chant populaire pour cette fête. C’est en référence à l’une de ses strophes que l’affrontement militaire entre Israël et le Hamas de décembre 2008-janvier 2009 reçoit le nom de code Oferet Yetzouka (« Plomb durci »).